# Škofja Loka
Škofja Loka (en allemand : Bischoflack) est une commune du nord-ouest de la Slovénie, située dans la région de la Haute-Carniole.

## Géographie

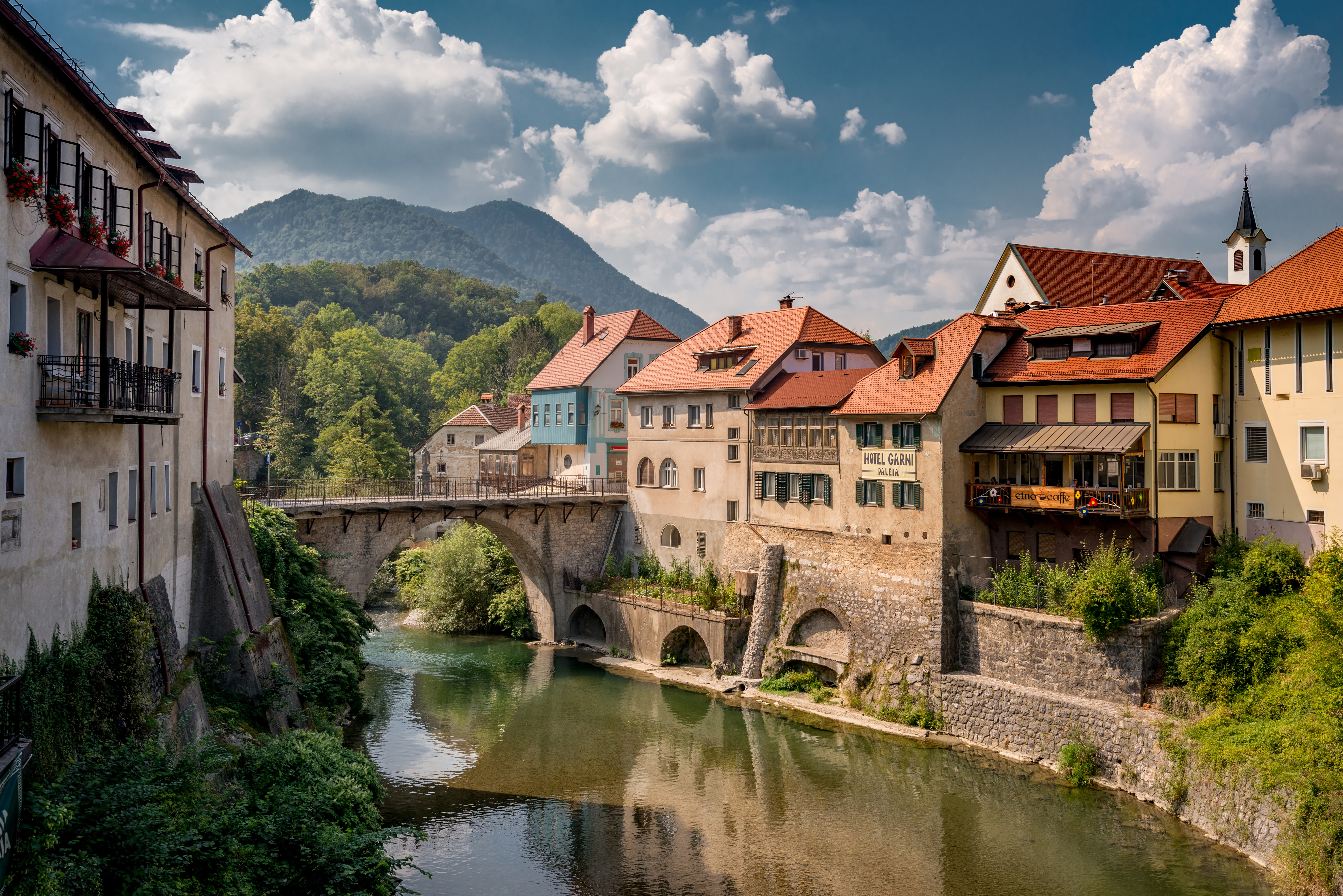
La rivière Sora traversant Škofja Loka.

Le territoire communal est localisé dans la partie méridionale des Alpes juliennes. Il se situe à 22 km au nord-ouest de la capitale Ljubljana. La ville est traversée par la Selca Sora.
Le centre historique de Škofja Loka est protégé depuis 1987.

### Villages
La municipalité de Škofja Loka a une superficie de 146 km2 (=14 600 ha), dont 8 202 ha de forêt, 2 654 ha de terres agricoles et 320 ha de terrain constructible. La commune compte 373,8 km de route, dont 8,8 km cyclables (2007).
Les villages qui composent la commune sont Binkelj, Bodovlje, Bukov Vrh nad Visokim, Breznica pod Lubnikom, Brode, Bukovica, Bukovščica, Crngrob, Dorfarje, Draga, Florjan nad Zmincem, Forme, Gabrk, Gabrovo, Gabrška Gora, Godešič, Gorenja vas - Reteče, Gosteče, Grenc, Hosta, Knape, Kovski Vrh, Križna Gora, Lenart nad Lušo, Lipica, Log nad Škofjo Loko, Moškrin, Na Logu, Papirnica, Pevno, Podpulfrca, Pozirno, Praprotno, Pungert, Puštal, Reteče, Rovte v Selški dolini, Sopotnica, Spodnja Luša, Staniše, Stara Loka, Stirpnik, Strmica, Suha, Sveti Andrej, Sv. Barbara, Sv. Duh, Sv. Ožbolt, Sv. Petra Hrib, Ševlje, Škofja Loka, Sveti Tomaž, Trata, Trnje, Valterski Vrh, Vešter, Vincarje, Virlog, Virmaše, Visoko pri Poljanah, Zgornja Luša et Zminec.

## Histoire

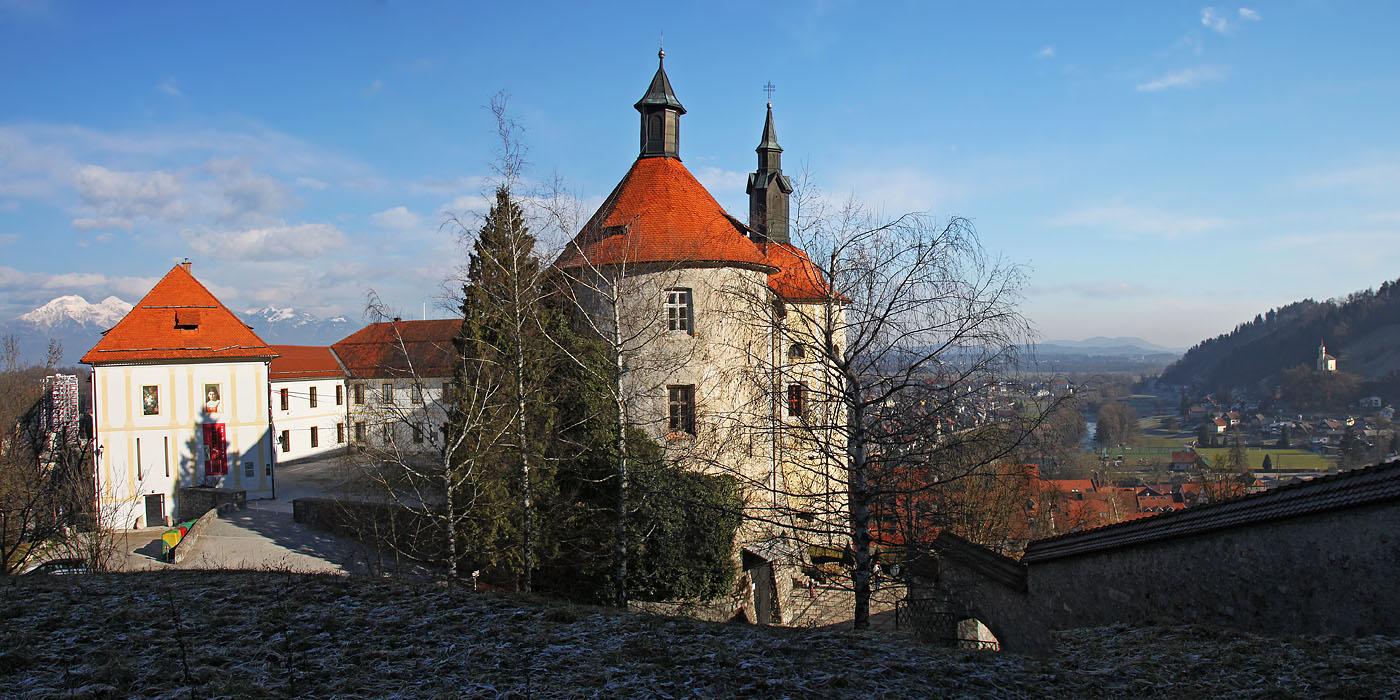
Le château de Loka.

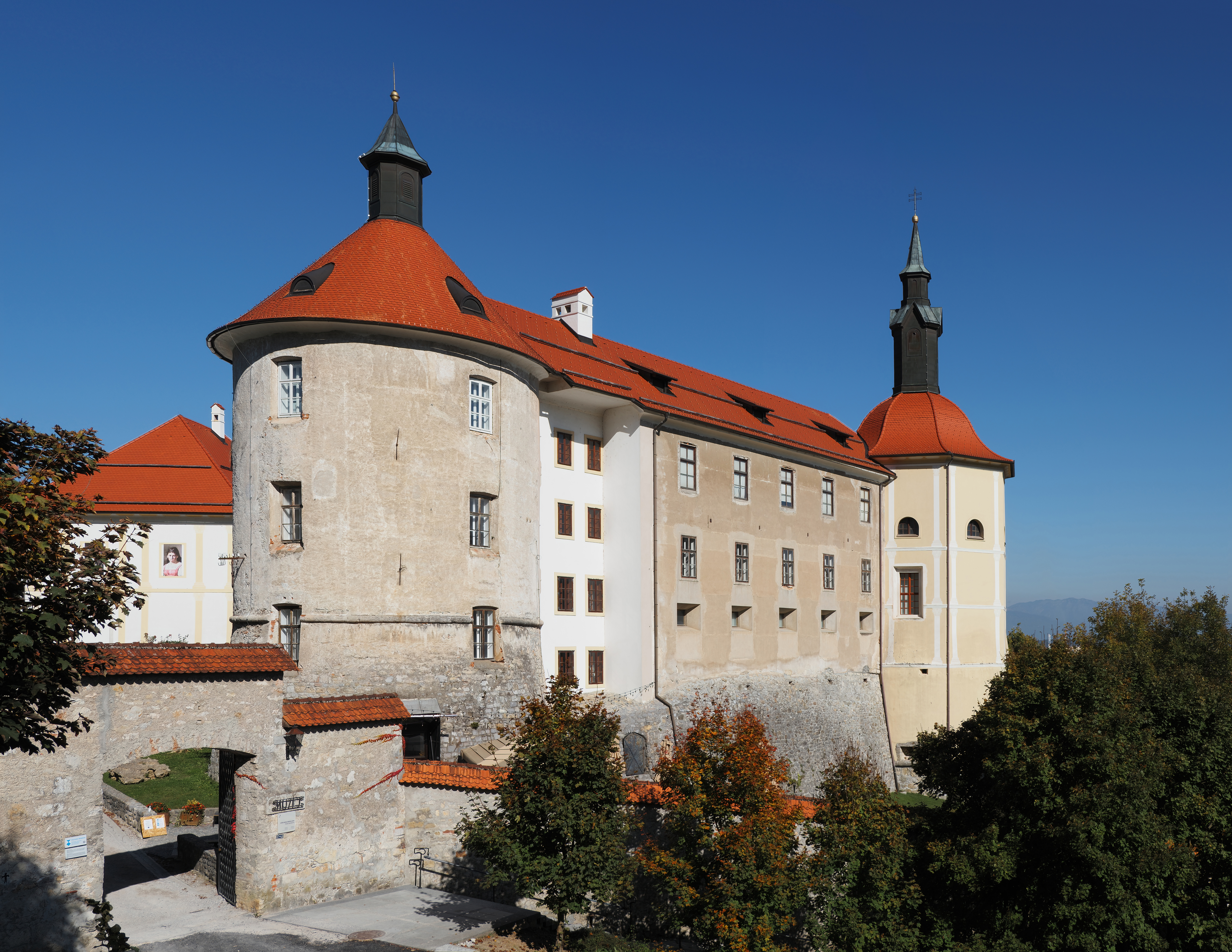
Encore le château de Škofja Loka. Octobre 2021.

Avec Ptuj et Piran, c'est une des villes les plus anciennes de Slovénie, fondée le 30 juin 973 par un acte de l'empereur Otton II du Saint-Empire et l'évêque (en slovène : škof) Abraham de Frisingue, cependant, des découvertes archéologiques montrent que le site était occupé dès l'âge du cuivre.
Škofja Loka a reçu le droit de tenir marché en 1248 et le privilège urbain en 1310. Au début du XIVe siècle, la ville était protégée par un mur d'enceinte, dont les cinq portes étaient surveillées par des tours de garde. Pendant des siècles, le domaine faisait partie des seigneuries épiscopales dans le duché de Carniole.
Dévastée par les guerres du XVe siècle et un tremblement de terre en 1511, la ville a été largement reconstruite au XVIe siècle, à l'exemple de son château; l'évêque Philippe contribua notamment à ces réparations. Depuis, l'organisation de la ville n'a pas énormément évolué, ce qui en fait l'une des villes médiévales les mieux préservées de Slovénie. Après la sécularisation en 1803, elle fut incorporée dans les territoires héréditaires des Habsbourg.

## Démographie
Entre 1999 et 2021, la population de la commune de Škofja Loka a augmenté légèrement pour dépasser 23 000 habitants,.
Évolution démographique
| 1999   | 2000   | 2001   | 2002   | 2003   | 2004   | 2005   | 2006   | 2007   |
| ------ | ------ | ------ | ------ | ------ | ------ | ------ | ------ | ------ |
| 22 047 | 22 146 | 22 097 | 22 133 | 22 184 | 22 226 | 22 308 | 22 314 | 22 420 |
| 2008   | 2009   | 2010   | 2011   | 2012   | 2013   | 2014   | 2015   | 2016   |
| 22 647 | 22 667 | 22 693 | 22 713 | 22 857 | 22 901 | 22 934 | 22 912 | 22 927 |
| 2017   | 2018   | 2019   | 2020   | 2021   |        |        |        |        |
| 22 935 | 22 919 | 23 076 | 23 297 | 23 462 |        |        |        |        |

46% de la population active de la municipalité travaille dans le secteur secondaire, 31% dans le secteur quaternaire, 21% dans le secteur tertiaire et 2% dans le secteur primaire. LA municipalité compte une forte proportion de migrants quotidiens (63%), tant des gens qui viennent y travailler depuis d'autres municipalité que des résidents qui travaillent en dehors de la commune.

## Patrimoine
Le centre de la vieille ville est constitué de la place de la haute ville ("Plac") et du marché de la basse ville ("Lontrg"), sur laquelle le château de Škofja Loka domine.
Dans le village de Crngrob, on peut admirer une fresque réalisée en 1460 sur la façade de son église par Maître Bolfang.
La représentation de la Passion à Škofja Loka appartient depuis 2016 à la liste représentative du patrimoine culturel immatériel de l'humanité.

## Relations internationales

### Jumelage
Škofja Loka est un membre du  Douzelage depuis 2011, une association de jumelage de 27 villes à travers l’Union européenne. Ce jumelage actif a commencé en 1991 et il y a des événements réguliers, comme un marché de produits de chacun des autres pays et des festivals,.
- Altea, Espagne[6]
- Bad Kötzting, Allemagne[6]
- Bellagio, Italie[6]
- Bundoran, République d’Irlande[6]
- Chojna, Pologne[6]
- Granville, France[6]
- Holstebro, Danemark[6]
- Houffalize, Belgique[6]
- Judenburg, Autriche[6]
- Karkkila, Finlande[6]
- Kőszeg, Hongrie[6]
- Meerssen, Pays-Bas[6]
- Niederanven, Luxembourg[6]
- Oxelösund, Suède[6]
- Prienai, Lituanie[6]
- Preveza, Grèce[6]
- Sesimbra, Portugal[6]
- Sherborne, Angleterre[6]
- Sigulda, Lettonie[6]
- Sušice, République tchèque[6]
- Türi, Estonie[6]
- Zvolen, Slovaquie[6]
- Siret, Roumanie [6]
- Tryavna, Bulgarie [6]
- Marsaskala, Malte [6]
- Agros, Chypre [6]

Autres jumelages :
- Freising (Allemagne)
- Maasmechelen (Belgique)
- Medicina (Italie)
- Obervellach (Autriche)
- Savogna d'Isonzo (Italie)
- Smederevska Palanka (Serbie)
- Tábor (Tchéquie)

## Sport
- RD Škofja Loka, club de handball
- KK Škofja Loka, club de basket-ball

## Personnalités
- Franz Stanonik (1841-1918), prêtre et théologien, né à Škofja Loka ;
- Boris Strel (1959-2013), skieur alpin ;
- Jan Oblak (né 1993), footballeur.
- Aleksandra Kornhauser Frazer, (1926-2000), chimiste et professeure